# منفذ بي إس/2
منفذ بي إس/2 (النظام الشخصي/2) (بالإنجليزية: PS/2 port)‏ هو موصل دي آي إن مصغر [الإنجليزية] ذو 6 أسنان، طوَّرته شركة آي بي إم. قد قُدِّم لأوَّل مرَّة في عام 1987 مع سلسلة الحواسيب الشخصيَّة «آي بي إم بي إس/2 [الإنجليزية]»، وكان خاصًا بالشركة، ثُمَّ استخدمته الشركات الأُخرى آنذاك.
بشكلٍ عام، قد يُشير مُصطلح «بي إس/2» إلى أنواع الكابلات (كبل بي إس/2) والمنافذ (منفذ بي إس/2) والموصلات الأخرى المستخدمة مع هذه الأنواع من لوحات المفاتيح وأجهزة الماوس.

## توافر المنفذ

### مُحوِّلات المنفذ

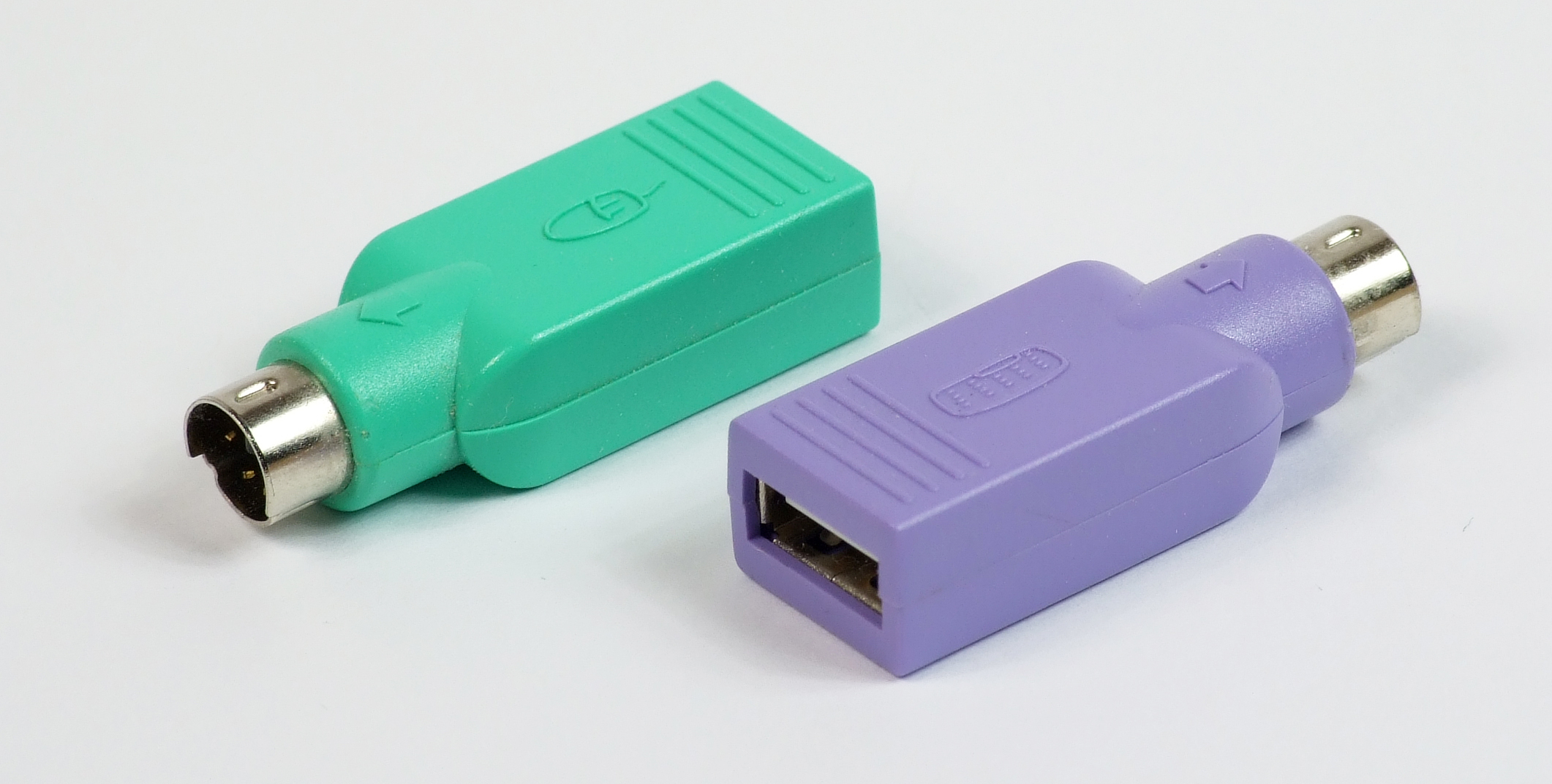
محوِّلات مُفردة مِن «بي إس/2» إلى «يو إس بي» للوحة المفاتيح والفأرة

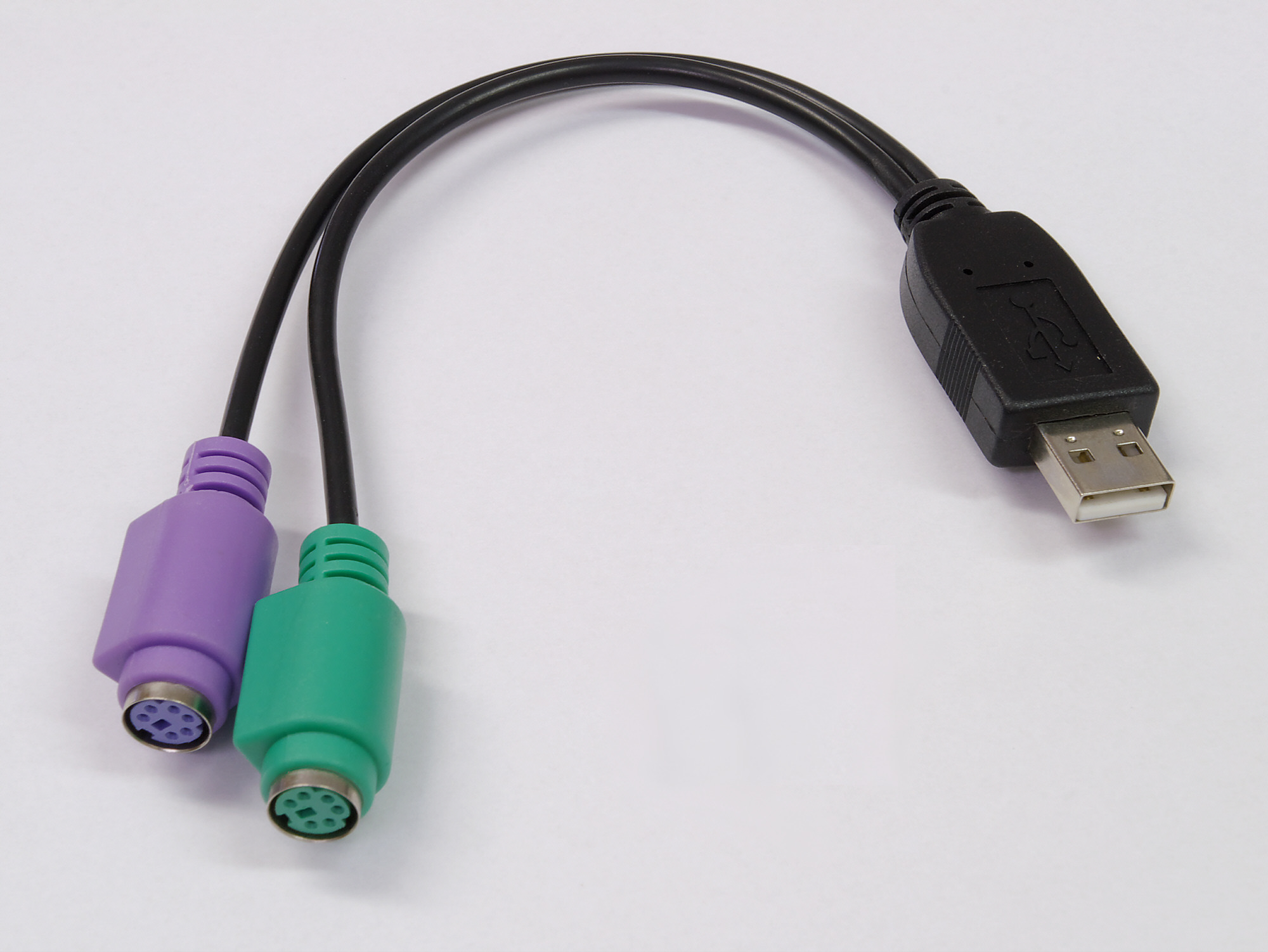
محوِّلة «بي إس/2» إلى «يو إس بي» مزدوجة

تعدُّ محوِّلات [الإنجليزية] بي إس/2 إلى يو إس بي وسيلةً لتوصيل الأجهزة القديمة المستندة إلى منفذ بي إس/2 بجهاز كمبيوتر يدعم منافذ يو إس بي فقط، وتُعتبر خيارًا مُناسبًا للأجهزة الأحدث التي تدعم منافذ يو إس بي.

## رمز اللون

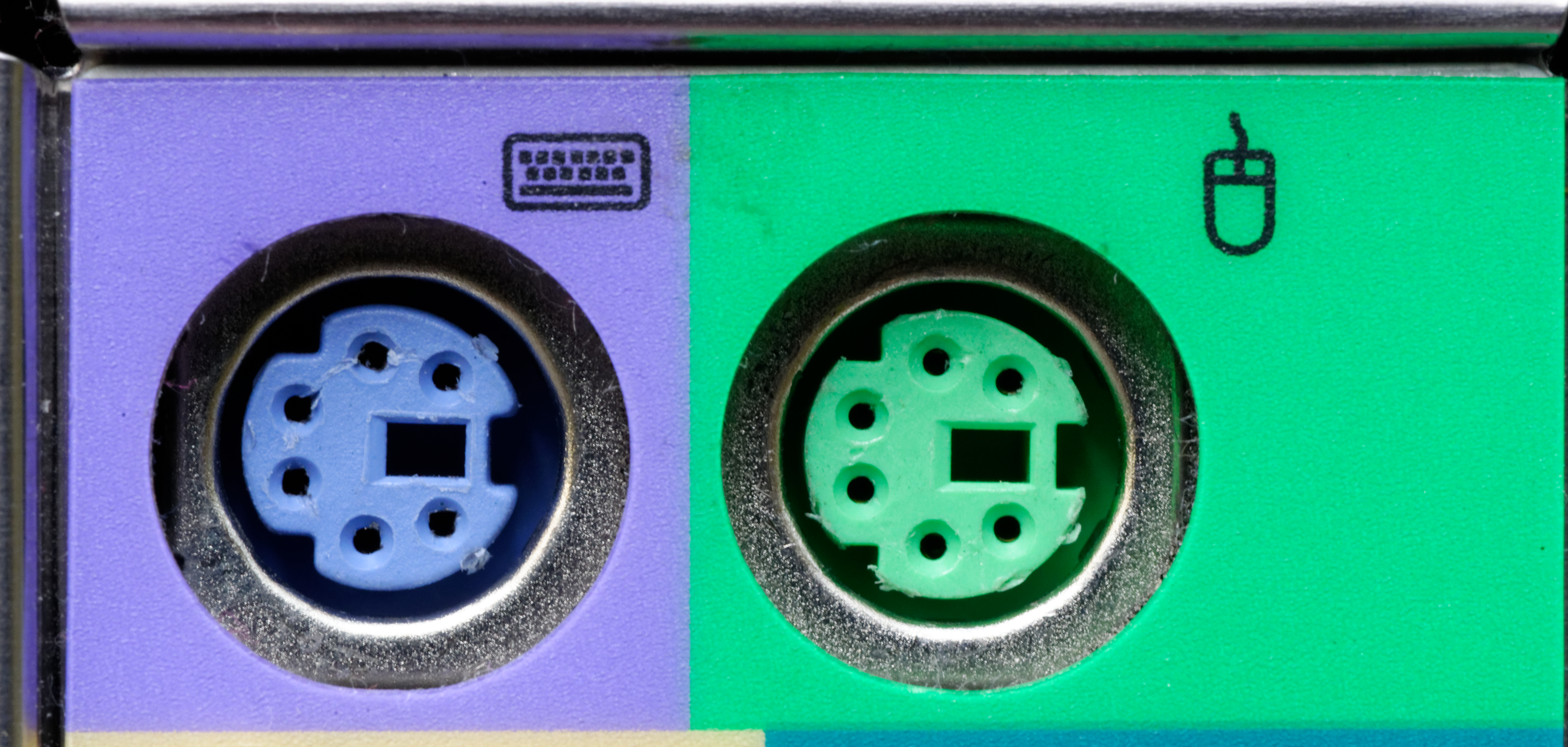
منفذ بي إس/2، المُخصَّص للوحة المفاتيح والفأرة

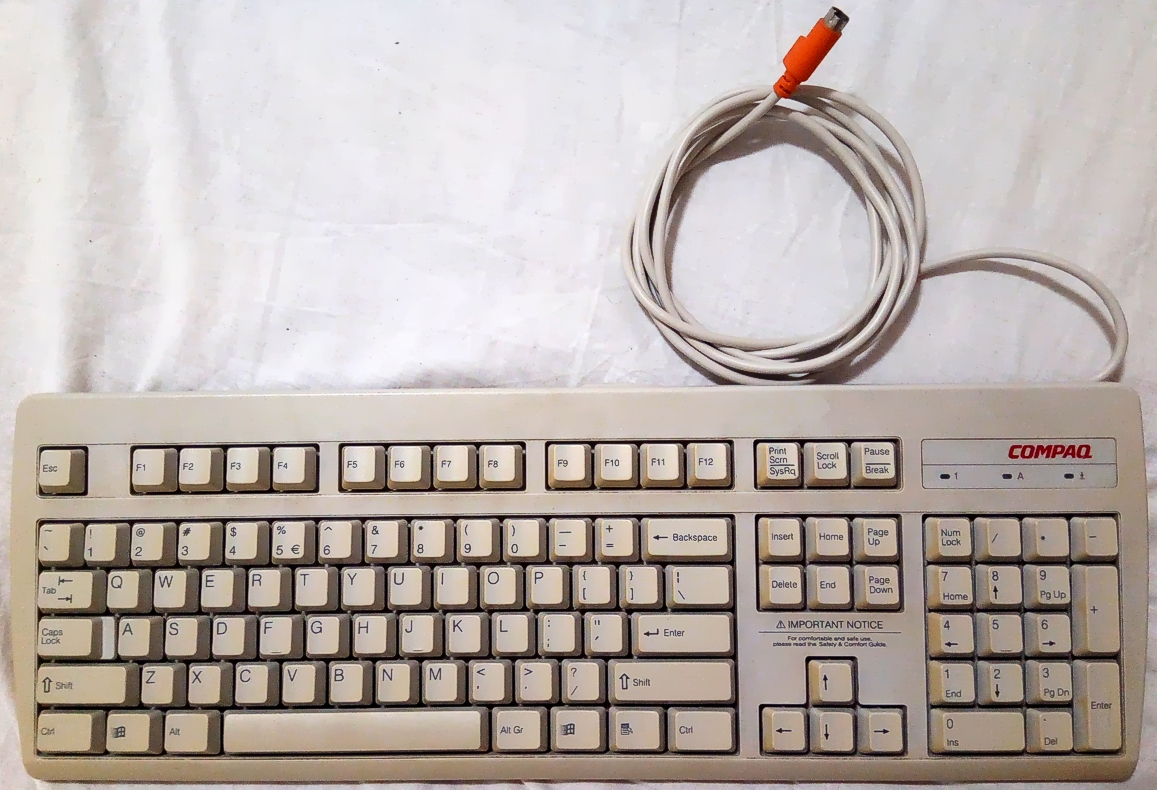
لوحة مفاتيح حاسوب من شركة كومباك مع منفذ بي إس/2 غير قياسي (باللون البُرتقاليِّ)

يُشير اللون الأُرجوانيِّ الموجود في منفذ بي إس/2 لإدخال لوحات المفاتيح، وبالنسبة لمنافذ أجهزة الماوس فهو باللون الأخضر.

## وصلات خارجيَّة
- PS/2 keyboard and mouse mini-DIN 6 connector pinouts، Burton sys، مؤرشف من الأصل في 2012-12-09، اطلع عليه بتاريخ 2023-07-29